# تشاة عبدل فارياب (مقاطعة فارياب)
تشاة عبدل فارياب (بالفارسية: چاه عبدل فاریاب) هي قرية تقع في البلدة المركزية في إيران. يقدر عدد سكانها بـ 191 نسمة بحسب إحصاء 2016.